# Håkan Lindquist
Håkan Lindquist (ur. 28 marca 1958 w Oskarshamn, zm. 15 grudnia 2022 w Sztokholmie) – szwedzki pisarz i tłumacz. Za debiutancką powieść Mój brat i jego brat otrzymał w 2002 roku Prix Littéraire de la Bordelaise de Lunetterie.
Wcześniej pracował w branży hotelowej i medycznej, księgarni i sklepie płytowym. 

## Książki
- Min bror och hans bror 1993 / Mój brat i jego brat, Warszawa: AdPublik, 2012, ISBN 978-83-934640-2-9 (pol.). Brak numerów stron w książce
- Dröm att leva 1996
- Om att samla frimärken 2003
- William 2005 (libretto)
- I ett annat land 2006
- Nära vatten – Trois nouvelles au bord de l’eau 2010
- Regn och åska 2011